# Club de servicio
Un club de servicio es un tipo de club formalmente organizado por personas que, sobre la base de valores compartidos y de las relaciones de amistad dentro del club, se comprometen juntos por el bien de los demás; este compromiso se basa en razones humanitarias, sociales, de salud, culturales o educativas. Los clubes de servicio no tienen una orientación religiosa o política; no están limitados por fronteras nacionales y hacen hincapié en el valor y el significado de la amistad internacional.

## Estructura y finalidad
Los clubes de servicio tradicionales existen en casi todos los países del mundo. Los clubes individuales pertenecen a federaciones mundiales tales como el Rotary International o el Soroptimist Internacional, que administran y gestionan las estructuras y normas comunes, constituyendo la plataforma para los encuentros internacionales y organizando iniciativas humanitarias de grandes dimensiones que no puede ser soportadas por clubes individuales. En ningún caso los miembros pertenecen a la organización internacional, pero siempre lo son de un club local individual.
Dependiendo de la dimensión de la organización individual hay niveles adicionales de jerarquía entre los clubes individuales y la relativa organización mundial; a menudo existen los llamados distritos, cuyas dimensiones en muchos casos se sitúan entre el tamaño de una región y un grupo de estados, pero, rara vez se corresponden con territorios políticos o administrativos.
Las funciones importantes en el club (por ejemplo, las del presidente), en el distrito (dirigido por un gobernador) o de la Federación Internacional (también presidida por un presidente), se asignan mediante votación y son siempre nombramientos honoríficos de duración limitada, por lo general de doce meses.
Los clubes de servicio más conocidos son los clubes Rotary,  Leones y Kiwanis, Zonta y  Soroptimist.
Normalmente no están previstas las solicitudes de entrada para formar parte de un club de servicio, cada club elige a sus propios miembros, por lo general en la zona geográfica de su competencia; la mayoría de las veces se inicia a partir de la propuesta presentada por un miembro, y solo con el consentimiento de todos los socios el candidato puede efectivamente entrar a formar parte del club. Una condición importante para la entrada en el club es la actividad profesional: el club debe unir a representantes del mayor número posible de profesiones, reflejando en lo posible a todos los sectores profesionales significativos presentes en la zona; esta variedad ofrece a cada socio interesantes interlocutores con otras profesiones. Otras condiciones importantes son los personales de las que en particular, se nombran la ética personal y profesional, la tolerancia y la disposición para la colaboración y prestación de servicios a favor del prójimo. Contrariamente a un prejuicio generalizado, unos ingresos o patrimonio particularmente altos que permitirían sustanciosas donaciones, no son un criterio para la admisión; de otro modo, los grupos con mayor nivel de formación están representados en los clubes en proporciones muy superiores a la proporción habitual en la población general.
Las reuniones periódicas (en el Rotary una vez por semana y en algunos clubes de servicio, incluso con menor frecuencia) deben fomentar la amistad de los miembros entre sí, considerada un elemento esencial de la vida del club; también se ofrecen oportunidades para actividades culturales; a menudo se trata de conferencias a cargo de los miembros, aunque también de conferenciantes externos. En las reuniones, en muchos casos organizadas como reuniones de convivencia, se habla de los problemas que afectan al club y, en particular, de las acciones de servicio del mismo club. La participación en las reuniones es, en principio, obligatoria; según cada club esta asistencia está en mayor o menor medida reclamada y controlada. Al menos en teoría, es posible la expulsión del club por una participación insuficiente.

## Historia
La historia de los clubes de servicio comienza el 23 de febrero de 1905 en Chicago. El joven abogado Paul Harris con tres amigos celebró la primera reunión de la asociación que poco después se denominó Rotary Club; al contacto social deseado entre las personas que pertenecían a diferentes profesiones pronto se unió la finalidad benéfica dirigida hacia el exterior. En el curso de unos pocos años fueron fundados Clubes Rotarios en otras ciudades de los Estados Unidos y otros países. El ideal del servicio, del Servicio a favor de la comunidad, habría estado inspirado por las asociaciones de mujeres de la segunda mitad del siglo XIX.

## Clubes de servicio más conocidos
- Rotary International (fundado en 1905; 1,2 millones de socios)
- Kiwanis International (fundado en 1915; 550.000 socios)
- Civitan International (fundado en 1917; 50.000 socios)
- Lions Clubs International (fundado en 1917; 1,35 millones de socios)
- Zonta International (fundado en 1919; 33.000 socios)
- Soroptimist International (fundado en 1921; 93.000 socios)
- Round Table International (fundado en 1927; 100.000 socios)
- Ambassador Club International (fundado en 1956; 4.200 socios)